# Дайтон-рок
Да́йтон-Рок (англ. Dighton Rock) — сорокатонный камень, покрытый петроглифами, найденный в американском Дайтоне на берегу реки Тонтон. В 1980 году внесён в Национальный реестр исторических мест США за № 80000438.

## Описание

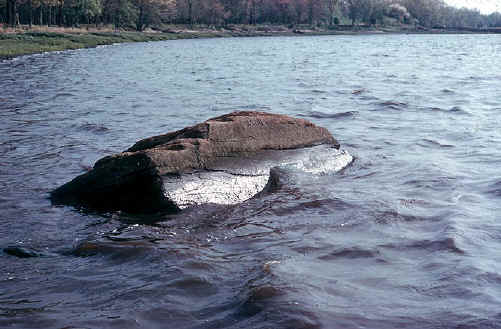
Дайтон-Рок во время прилива, 1963 год.

Дайтон-Рок — шестигранный блок из серо-коричневого песчаника массой порядка сорока тонн около 1,5 метров в высоту, 2,9 метров в ширину и 3,4 м в длину. Первоначально его поверхность с петроглифами была ориентирована в сторону реки.
В 1680 году английский колонист Джон Данфорт (John Danforth) зарисовал петроглифы камня. Этот рисунок, хотя и оказался неточным, вошёл в собрание Британского музея и помог началу изучения Дайтон-Рока.
В 1690 году другой колонист — Коттон Мазер оставил описание камня в книге «Замечательные примеры божественного напоминания» (The Wonderful Works of God Commemorated): «Среди других курьёзов Новой Англии — огромный камень, который лежит в реке и имеет странные гравированные рисунки. Во время прилива вода полностью закрывает ту часть, где рисунки нанесены. В округе никто не знает, как он там очутился и что на нём написано…»
Описания камня, сделанные в 1730, 1768 и 1807 годах, отмечают большую стёртость части рисунков, делающую невозможной их полную расшифровку.

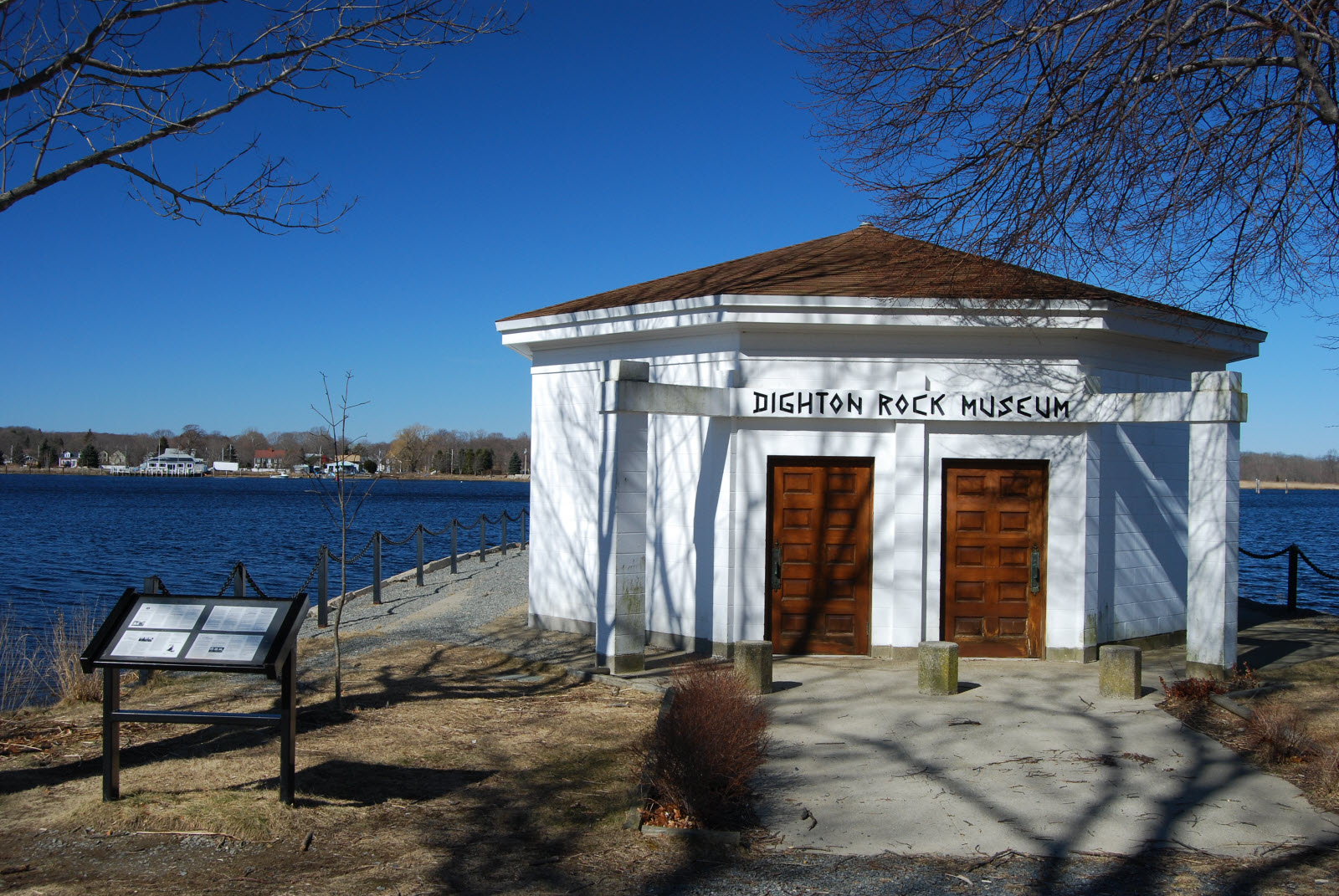
Павильон, в котором Дайтон-Рок находится с 1963 года

В начале 1950-х годов власти штата Массачусетс создали парк «Дайтон-Рок», занимающий около сорока гектаров, на территории которого камень и находится.
В 1963 году во время строительства плотины на реке камень был перемещён с берега в построенный для него павильон, где хранится и поныне. В 1980 году был внесён в Национальный реестр исторических мест США за № 80000438.

## Версии появления и содержания надписи

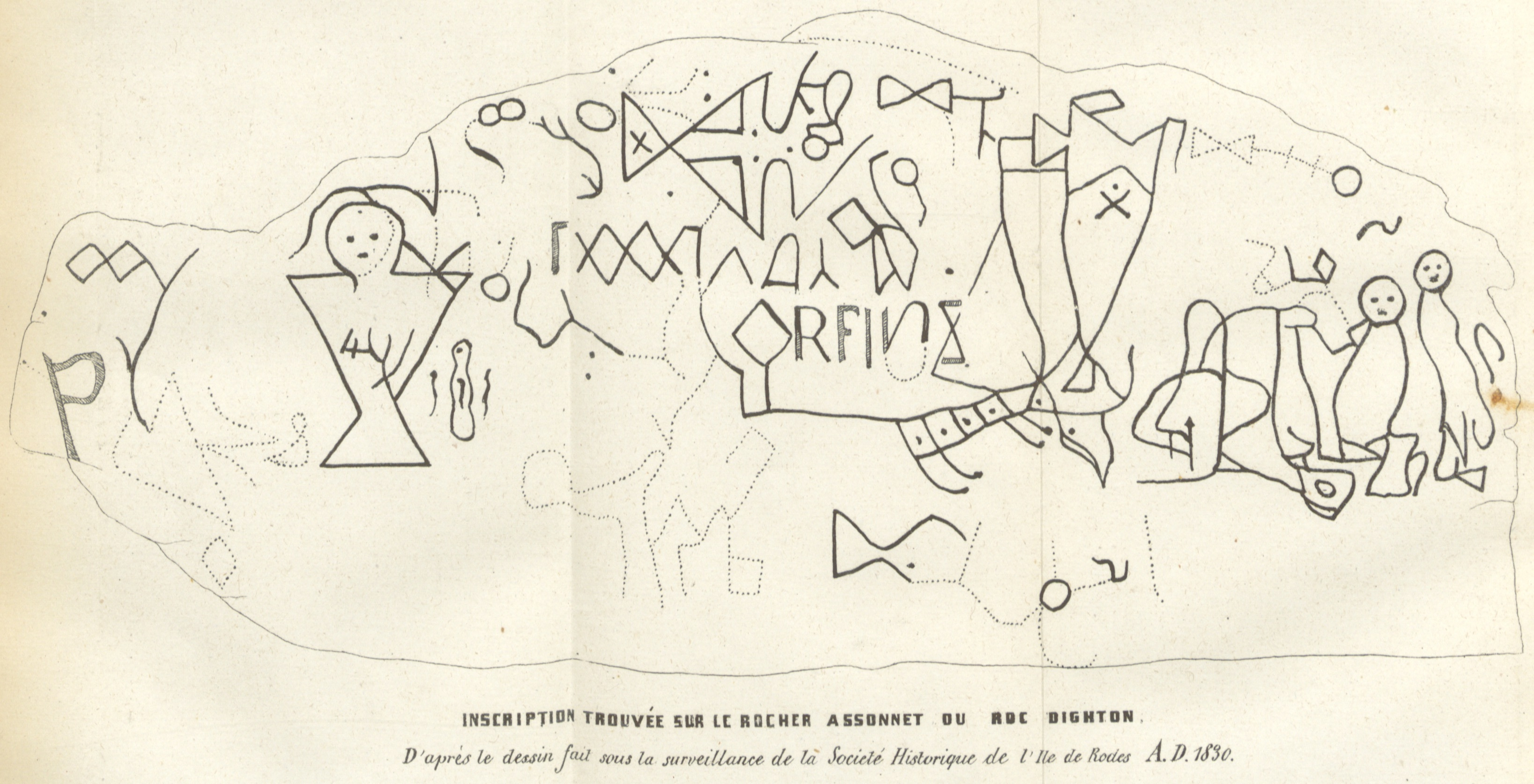
Копия петроглифов Дайтон-Рока, опубликованная в 1830 году.

В научном сообществе принято считать, что авторами петроглифов не являются сравнительно недавние мистификаторы, однако о самих авторах и содержании рисунка нет единого мнения. Наиболее часто обсуждаются следующие версии:
- Авторы рисунков — представители коренных народов Северной Америки. Именно в их культуре было принято наносить петроглифы на горные породы[1].
- В 1783 году американский исследователь Эзра Стайлс высказал версию финикийского происхождения.
- В 1837 году датский учёный Карл Рафн предположил принадлежность авторства петроглифов к викингам. В 2013 году его версия была раскритикована американским исследователем Джейсоном Коловито[англ.][5].
- В 1912 году американский исследователь Эдмунд Делабар[англ.] выдвинул версию, что текст рисунков является сокращённой латынью и содержит запись, оставленную в 1511 году португальцами Мигеля Корте Реала[6]. В Португалии возле Морского музея находится реплика камня.